# ابرو اوزونگونی
ابرو اوزونگونی (انگلیسی: Ebru Uzungüney؛ زادهٔ ۱۳ مهٔ ۱۹۹۷) بازیکن فوتبال اهل ترکیه است.
وی همچنین در تیم ملی فوتبال زنان ترکیه بازی کرده‌است.